# イルマリ・ユーティライネン
エイノ・イルマリ・ユーティライネン（Eino Ilmari Juutilainen、1914年2月21日 - 1999年2月21日）は、フィンランドの空軍軍人、パイロット。
最終階級は准尉。愛称は「イッル（Illu）」。ソビエト連邦との冬戦争、継続戦争で、出撃437回、94機＋1/6の撃墜を記録してフィンランド空軍のトップエース・パイロットになった。この公認撃墜数は、100機以上のエースを輩出した第二次世界大戦中のドイツ空軍以外では世界最高位のものである。この撃墜数については、100機に上方修正する新説も出ている。
また、その間殆ど被弾せず、7.7mm機銃弾を1発被弾しただけ（その1発も、爆撃機の旋回機銃によるもので、翼にかすって塗装が剥がれただけ）と言われ、「無傷の撃墜王」と呼ばれた。マンネルヘイム十字勲章を2度受章。上官から士官教育を受けて士官に昇進するように薦められたが、前線で戦うことを希望して断った。コッラの戦いにおいて活躍し英雄となった陸軍将校アールネ・ユーティライネンは実兄。

## 戦歴
1935年、空軍に招集される。初め偵察機のパイロットだったが、その後戦闘機搭乗訓練を受け、1939年3月、フォッカー D.XXI装備の第24戦隊に配属されて、ルーッカネン中尉率いる第3中隊に所属、11月の冬戦争勃発を迎える。
1939年12月19日、初の空戦で「フォッケル（フォッカー D.XXI）」FR-108号機に乗り、イリューシンDB-3爆撃機を1機撃墜、初戦果を記録する。12月末からは第3中隊を中核とした「L戦闘機隊（ルーッカネン戦闘機分遣隊）」に属し、翌年2月までラドガ湖北方で作戦に従事。冬戦争中、ユーティライネンは115回出撃、その間、上級軍曹、ついで曹長に昇進した。冬戦争中の撃墜数は2+1/6機。
1941年3月、准尉に昇進。戦隊はブリュースター バッファローに機種改変し、6月の継続戦争開始を迎える。ユーティライネンは「ブルーステル（フィンランドでは、バッファローはメーカー名を取ってこう呼称された）」BW-364号機を主に使用、1942年3月には通算撃墜数は20機を超え、その戦功に対し、4月、1度目のマンネルヘイム十字章を受章した。1942年末までに、ユーティライネンは「ブルーステル」で34機を撃墜、うち、1度の出撃での3機撃墜を3度果たした。
その後ドイツからメッサーシュミット Bf109G-2型がもたらされ、1943年2月、エース・パイロットを集めたエリート部隊である第34戦闘機隊が編成されると、ユーティライネンもここに移り、主にMT-212号機、次いでMT-222号機を乗機としてスコアを重ねる。
1944年5月には、より新型のメッサーシュミット Bf109G-6に乗り換え、当初MT-426号機、6月末からはMT-457号機を主に使用。この間、6月20日には3回の出撃で計5機を落とすなど順調にスコアを伸ばした。6月28日には通算撃墜数が75機に達し、2度目のマンネルヘイム十字章を受章。さらにユーティライネンは、6月30日の空戦で1度の出撃で6機を撃墜（Yak-9を2機、P-39を2機、La-5を1機、Il-2を1機）するという、冬戦争中のヨルマ・サルヴァント大尉に並ぶ記録を立てた。
ユーティライネンの最後の戦果は1944年9月3日、停戦発効の24時間前のLi-2型輸送機で、これは第34戦闘機隊全体では345機目、そしてフィンランド空軍の対ソ戦での最後の戦果となった。ユーティライネンのメルス（Bf109のフィンランドでの呼称）での戦果は58機であった。
1947年5月、ユーティライネンは恩給を受け空軍を退職。空軍の軽飛行機（デ・ハビランド DH.60モス MO-112/OH-EAA）を譲り受け、遊覧飛行などで生計を立てたという。ユーティライネンの長男は戦後フィンランド空軍のパイロットとなったが後に訓練機で事故死。次男は海洋風景画家となっている。

## 著書
- Punalentäjien kiusana、邦訳『フィンランド空軍戦闘機隊』　訳：梅本弘　大日本絵画

## 参考書籍
- カリ・ステンマン、カレヴィ・ケスキネン、『第二次大戦のフィンランド空軍エース』、大日本絵画、2000
- 中山雅洋　『北欧空戦史』　朝日ソノラマ
- 中山雅洋ほか　『第2次大戦　世界の戦闘機隊』　酣燈社
- Kalevi Keskinen, Kari Stenman, Klaus Niska, "FINNISH FIGHTER ACES", Apali Oy, 1994